# Grimmrücken
Der Grimmrücken ist ein Gebirgskamm nördlich von Dordabis in Namibia. Der höchste Gipfel liegt auf 1566 m über Normalnull. Der Grimmrücken erstreckt sich über eine Fläche von rund 100 km² und gehört zu einer Gebirgskette, die im Westen bis zu den Nauaspoortbergen reicht.  